# Jacopo d'Antonio Sansovino
Jacopo d'Antonio Sansovino (Florencia, 2 de julio de 1486-Venecia, 27 de noviembre de 1570) fue un  arquitecto y escultor renacentista italiano, conocido sobre todo por sus obras en la Plaza de San Marcos en Venecia. Andrea Palladio, en el Prefacio de sus Quattro Libri, opinaba que la Biblioteca Marciana de Sansovino era el mejor edificio erigido desde la Antigüedad. La Vita de Sansovino es la única de las escritas por Giorgio Vasari que imprimió separadamente.

## Biografía

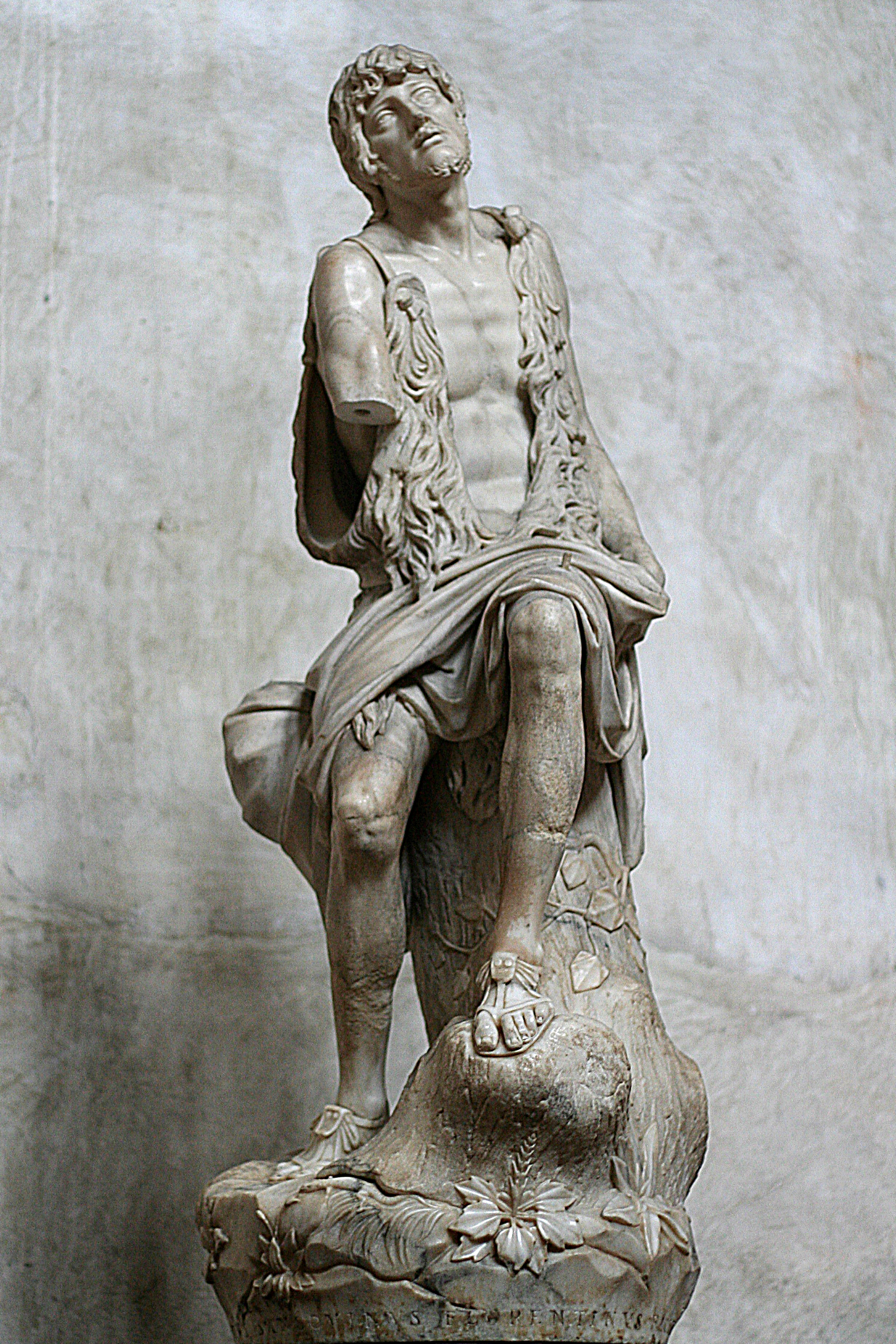
San Giovanni Battista, Iglesia de San Salvador, Venecia.

Nació en Florencia y fue alumno de Andrea Sansovino, cuyo nombre adoptó cambiando el suyo de nacimiento, Iacobo Tatti o Jacopo Tatti. En 1506 se trasladó a Roma donde se formó con Rafael y se inspiró en Miguel Ángel. En Roma llamó la atención de Bramante y de Rafael e hizo un modelo en cera de la Deposición de Cristo para que usase Perugino.
Regresó a Florencia en 1511, donde recibió encargos para esculturas en mármol de Santiago el Mayor para el Duomo y un Baco, hoy en el Bargello. Sus propuestas para esculturas que adornasen la fachada de la Basílica de San Lorenzo de Florencia fueron, sin embargo, rechazadas por Miguel Ángel, que estaba encargado del proyecto, y a quien escribió una amarga carta de protesta en 1518. 
Durante el periodo 1510-1517 compartió estudio y modelos con el pintor Andrea del Sarto. Como todos los arquitectos del siglo XVI, Sansovino consagró considerable energía a elaborar estructuras temporales en relación con los rituales de la corte. La entrada triunfal del papa León X en Florencia en 1515 fue un punto álgido de este género.

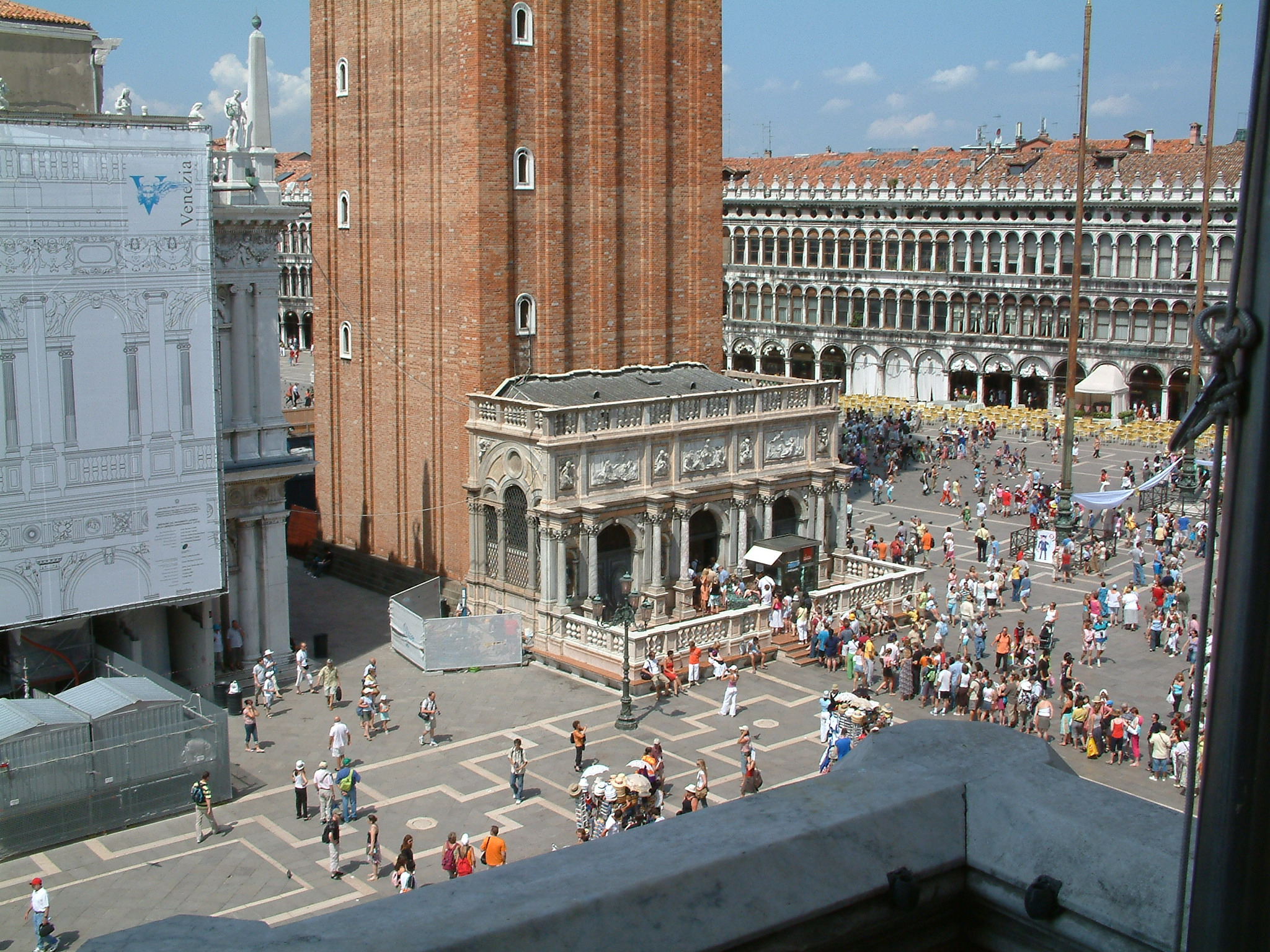
La loggetta del Campanario de San Marcos, Venecia.

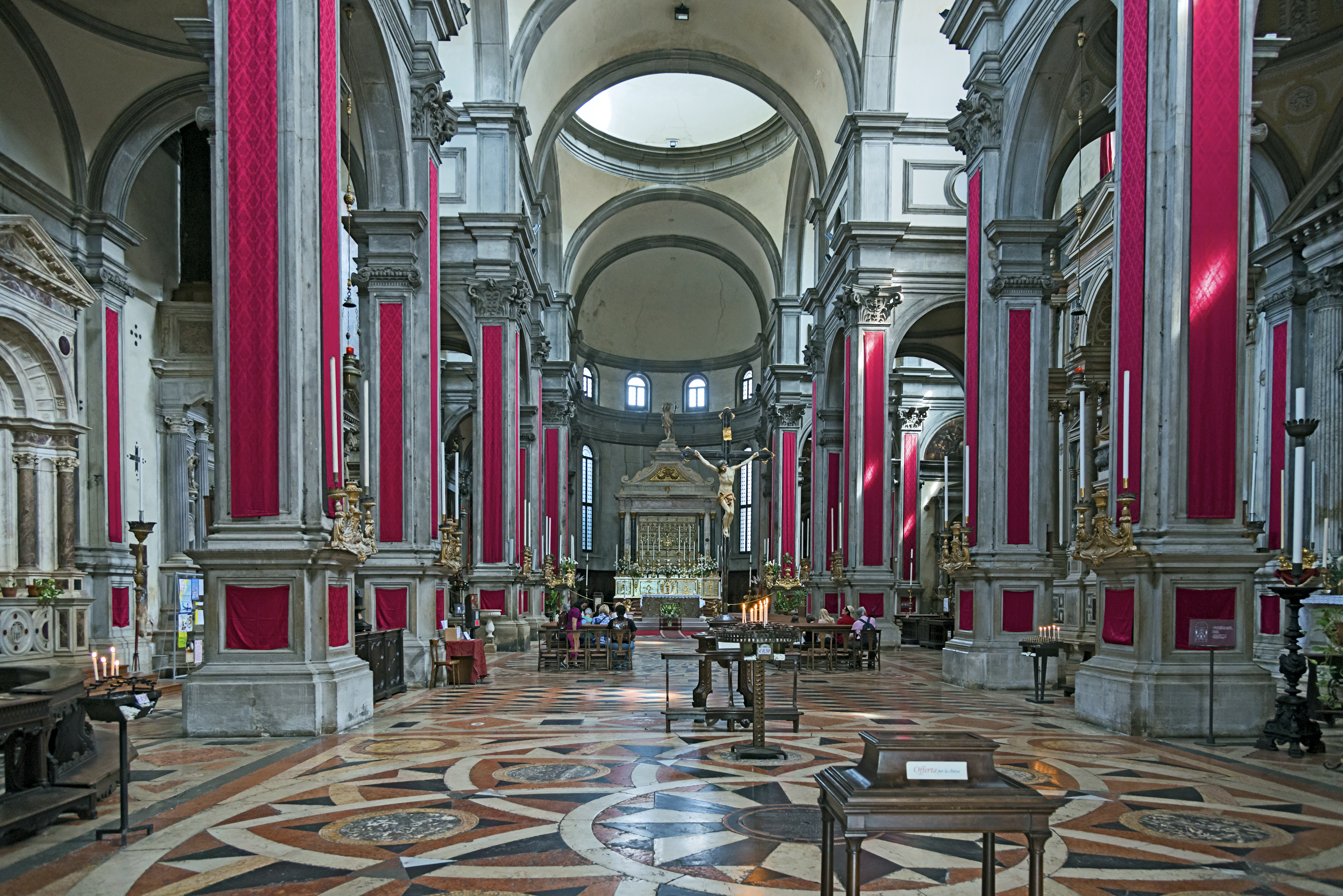
Iglesia de San Salvador (Venecia).

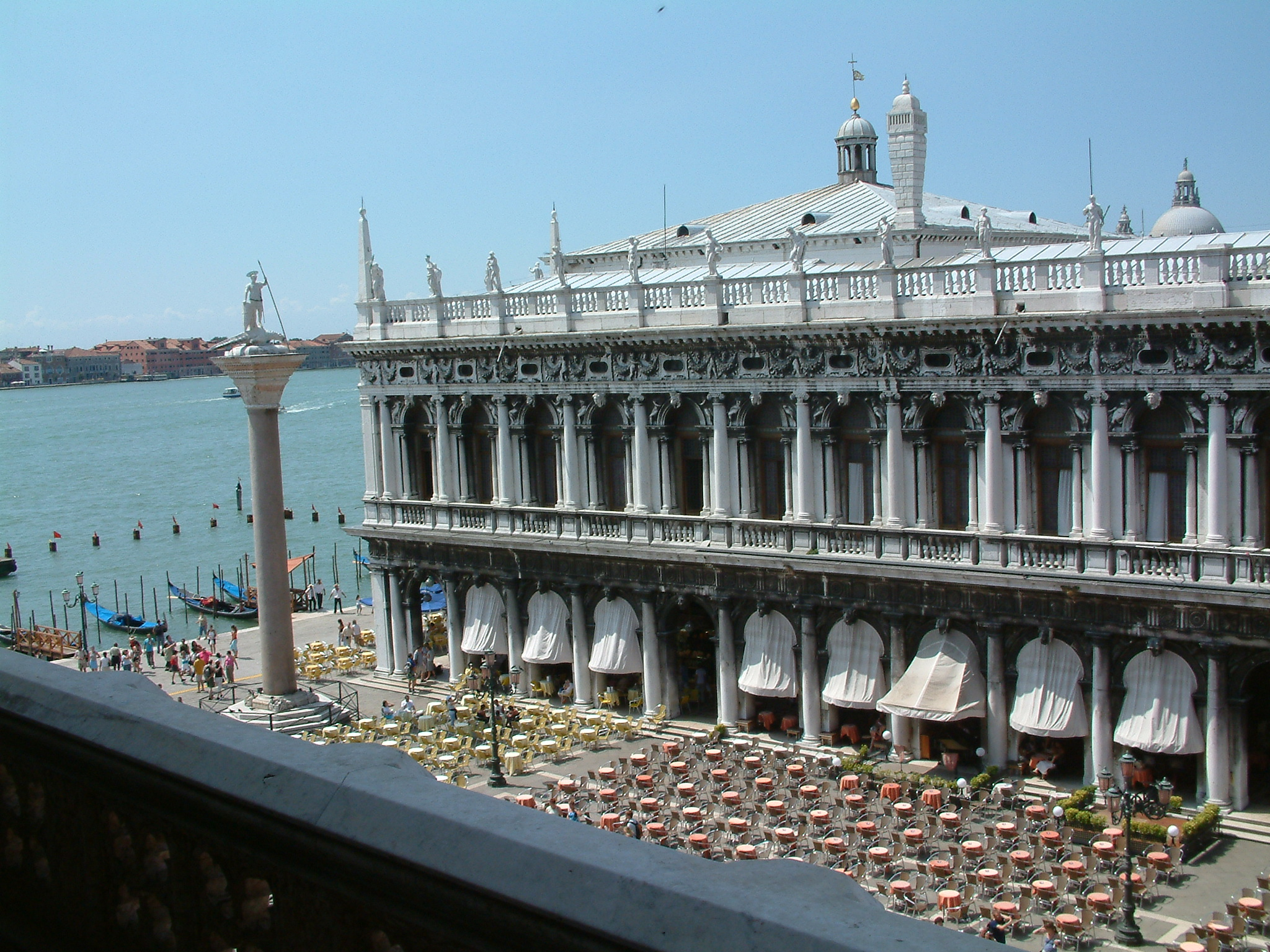
Biblioteca Marciana.

Posteriormente, volvió a Roma, donde pasó nueve años más, hasta que el año del Saco (1527) abandonó la ciudad camino de Venecia, ciudad en la que terminó
instalando su taller. Allí trasladó los modos de hacer romanos. En 1529 Sansovino fue nombrado primer arquitecto y superintendente de propiedades (Protomaestro o Proto) de los Procuradores de San Marcos, haciendo de él uno de los más influyentes artistas de Venecia. El nombramiento conllevaba un salario de 80 ducados y un apartamento cerca del campanario de San Marcos. En un año, su salario alcanzó los 180 ducados anuales. Dicha posición le permitió actuar en la configuración de los alrededores de la Plaza de San Marcos, especialmente la zona en torno a la Zecca (la Ceca pública), la muy decorada Loggetta y sus esculturas junto al Campanario, y varias estatuas y relieves para la Basílica de San Marcos. También ayudó a construir y reconstruir una serie de edificios, iglesias, palacios y edificios institucionales, tales como las iglesias de San Zulian, San Francesco della Vigna, San Martino, San Geminiano (hoy destruida), Santo Spirito in Isola, la iglesia de los Incurabili y la iglesia de San Salvador. Entre los palacios y edificios están la Scuola Grande della Misericordia (primeros planos), Ca' de Dio, Palacio Delfín, Palacio Corner, Palacio Moro y las Fabbriche Nuove de Rialto.
Mantuvo su privilegio como arquitecto de la ciudad hasta su muerte, marcando la influencia artística de la época en la arquitectura y escultura. 
Su obra maestra es la Biblioteca de San Marcos, la Biblioteca Marciana, una de las estructuras renacentistas de Venecia más ricamente ornamentadas, que está enfrente del palacio de los Dogos, al otro lado de la piazzeta. La construcción se demoró durante cincuenta años, y costó más de 30.000 ducados. En ella logró hacer que el lenguaje arquitectónico del clasicismo, tradicionalmente asociado con la severidad y el comedimiento, fuese del gusto de los venecianos, con su amor por la decoración de superficies. Esto abrió el camino a la graciosa arquitectura de Andrea Palladio.
Murió en Venecia y su sepulcro está en el Baptisterio de la Basílica de San Marcos. Su seguidor más importante en el campo de la escultura fue Alessandro Vittoria.